# بريهة (الحيمة الخارجية)

تعديل مصدري - تعديل

بريهة هي إحدى قرى عزلة العجز بمديرية الحيمة الخارجية التابعة لمحافظة صنعاء، بلغ تعداد سكانها 146 نسمة حسب تعداد اليمن لعام 2004.